# Alianza para la paz en Oriente Medio
La Alianza para la Paz en Oriente Medio (Alliance for Middle East Peace, ALLMEP) es un grupo de más de 100 organizaciones no gubernamentales líderes que trabajan para fomentar la reconciliación entre israelíes y palestinos, y entre árabes y judíos en Israel y la región en general.
Una de las propuestas de ALLMEP es un Fondo Internacional independiente para la paz palestino-israelí para apoyar y alentar los esfuerzos para construir la paz en la región. La promoción inicial de ALLMEP en Washington aseguró fondos dedicados para estas organizaciones dentro de la Oficina de Manejo y Mitigación de Conflictos de Agencia de los Estados Unidos para el Desarrollo Internacional (USAID). Posteriormente, ALLMEP amplió su plan para establecer un Fondo Internacional para la Paz Palestina-Israelí inspirado en el Fondo Internacional para Irlanda, que jugó un papel notable en la creación de una resolución sostenible en Irlanda del Norte.

## Historia
ALLMEP comenzó como una coalición informal a finales de 2003. El grupo se reunió por primera vez en febrero de 2004, en la primera conferencia anual de coexistencia en Oriente Medio en el Capitolio del Estado de Washington, DC. ALLMEP se constituyó formalmente en 2006. Pasó de 14 organizaciones en 2004 a 27 en 2005 y 44 ONG en 2007.
ALLMEP se ha reunido con funcionarios de USAID y del Departamento de Estado, incluso en su evento en Jerusalén en 2006, que incluyó a representantes de ONG y diplomáticos estadounidenses. También mantiene contacto continuo con funcionarios estadounidenses apropiados responsables de la financiación de las ONG.
ALLMEP organiza un evento anual en Washington. En junio de 2005, ALLMEP celebró una conferencia de verano sobre coexistencia. El evento incluyó a embajadores de Medio Oriente, líderes religiosos judíos y musulmanes, miembros del Congreso, funcionarios del Departamento de Estado, destacados activistas pro-israelíes y pro-árabes, y activistas de ONG de Medio Oriente para discutir la agenda de coexistencia de ALLMEP. Participaron más de 250 personas, incluidos diplomáticos de Túnez, Yemen, Suecia, Arabia Saudita y Afganistán.
La programación incluyó una mesa redonda a cargo del embajador egipcio Fahmy, el príncipe jordano Firas bin Raad, el representante principal palestino Hassan Abdel Rahman, la embajadora de Luxemburgo (durante la presidencia de la UE) Arlette Conzemius-Paccoud y el ex embajador estadounidense Philip Wilcox del Washington Middle East Institute. Los miembros de ALLMEP también se reunieron con más de 30 oficinas del Congreso, sobre el trabajo de las ONG en materia de reconciliación.
En marzo de 2006, ALLMEP copatrocinó una recepción y proyección de un nuevo documental sobre los esfuerzos de coexistencia, Encounter Point. Junto con este evento, representantes de ALLMEP y JustVision se reunieron con más de 37 oficinas del Congreso.
En marzo de 2009, los miembros de la cumbre de ALLMEP se reunieron con miembros del Congreso, el Departamento de Estado, USAID y la Casa Blanca. A medida que aumentó el interés por la idea del fondo internacional para la paz palestino-isreaelí, la Alianza duplicó su número de reuniones en 2009 en comparación con 2008 y se reunió con más del diez por ciento de las oficinas del Congreso. 

## Organizaciones miembro seleccionadas
- A Land for All
- A New Dawn in the Negev
- Abraham Initiatives
- Adva Center
- Arab-Jewish Center for Equality, Empowerment and Cooperation
- Arava Institute for Environmental Studies
- Auburn Seminary
- Center for Israel Studies (Jordan)
- Churches for Middle East Peace
- Circle of Health International
- Combatants for Peace
- Economic Cooperation Foundation
- EcoOcean
- EcoPeace Middle East
- Ehvam
- Givat Haviva
- Hand in Hand: Center for Jewish-Arab Education
- Interfaith Center for Sustainable Development
- Interfaith Encounter Association
- Jerusalem International YMCA
- Neve Shalom – Wahat al Salam
- OneVoice Movement
- Our Generation Speaks
- The Parents Circle-Families Forum
- PeacePlayers
- Project Rozana
- Rabbis for Human Rights
- Road to Recovery
- Search For Common Ground
- Seeds of Peace
- Shalom Hartman Institute
- Shorouq Society for Women
- Tomorrow’s Youth Organization
- Tsofen
- University of the Middle East Project
- Women of the Sun
- Women Wage Peace